# The Assets
The Assets (2014) – amerykański serial obyczajowy wyprodukowany przez Lincoln Square Productions oraz powstały na podstawie książki Circle of Treason: A CIA Account of Traitor Aldrich Ames and the Men He Betrayed autorstwa Sandry Grimes i Jeanne Vertefeuille.
Światowa premiera serialu miała miejsce 2 stycznia 2014 roku na amerykańskim kanale ABC. Na antenie miało zostać wyemitowane 8 odcinków, jednakże po emisji drugiego odcinka serial zakończył emisję 9 stycznia 2014 roku tydzień po premierze amerykańskiej.
Dnia 10 stycznia 2014 roku dzień później po emisji drugiego odcinka, stacja ABC ogłosiła, że serial The Assets został anulowany z powodu niskiej oglądalności. Obecnie nie wiadomo czy pozostałe odcinki serialu zostaną wyemitowane.

## Opis fabuły
Serial opisuje historię amerykańskiego zdrajcy, Aldricha Amesa (Paul Rhys) i dochodzenia, które doprowadziło do jego upadku. W serialu poruszane są prawdziwe, osobiste historie końca zimnej wojny, opowiedziane z punktu widzenia agentów CIA.

## Obsada
- Paul Rhys jako Aldrich Ames
- Jodie Whittaker jako Sandra Grimes
- Harriet Walter jako Jeanne Vertefeuille
- Stuart Milligan jako Paul Redmond
- Julian Ovenden jako Gary Grimes
- Christina Cole jako Louisa
- Ralph Brown jako Lawrence Winston
- Akie Kotabe jako Eric

## Odcinki
| Sezon | Sezon | Odcinki | Oryginalna emisja | Oryginalna emisja | Oryginalna emisja | Oryginalna emisja | Oryginalna emisja |
| Sezon | Sezon | Odcinki | Premiera sezonu   | Finał sezonu      | Premiera sezonu   | Finał sezonu      |                   |
| ----- | ----- | ------- | ----------------- | ----------------- | ----------------- | ----------------- | ----------------- |
|       | 1     | 8       | 2 stycznia 2014   | 3 sierpnia 2014   | brak danych       | brak danych       |                   |

### Sezon 1 (2014)
| № | Tytuł                   | Reżyseria              | Scenariusz     | Premiera        | Premiera    |
| - | ----------------------- | ---------------------- | -------------- | --------------- | ----------- |
| 1 | My Name is Aldrich Ames | Jeff T. Thomas         | Drew Chapman   | 2 stycznia 2014 | brak danych |
| 2 | Jewel in the Crown      | Jeff T. Thomas         | Drew Chapman   | 9 stycznia 2014 | brak danych |
| 3 | Trip to Vienna          | Adam Lucas Feinstein   | Alex Berger    | 21 czerwca 2014 | brak danych |
| 4 | What's Done is Done     | Rudy Bednar            | Bruce Terris   | 21 czerwca 2014 | brak danych |
| 5 | Check Mate              | Trygve Allister Diesen | Karen Stillman | 27 lipca 2014   | brak danych |
| 6 | A Small Useless Truth   | Trygve Allister Diesen | Sarah Byrd     | 27 lipca 2014   | brak danych |
| 7 | The Straw Poll          | Peter Medak            | Bruce Terris   | 3 sierpnia 2014 | brak danych |
| 8 | Avenger                 | Peter Medak            | Drew Chapman   | 3 sierpnia 2014 | brak danych |